# Carl Wentzel (Segler)
Carl Hermann Wentzel (* 5. Dezember 1895 in Hamburg; † 29. September 1952 ebenda) war ein deutscher Regattasegler.

## Werdegang
Carl Wentzel wurde bei den Olympischen Spielen 1928 in Amsterdam in der Regatta in der 6-Meter-Klasse Neunter. Zur Crew der Pan gehörten zudem Anton Huber, Erich Laeisz, Oswald Thomsen und Hans Paschen.
Wentzel ruht in der Familiengrabstätte auf dem Friedhof Ohlsdorf (Planquadrat T 7-46).